# Dunatetétlen
Dunatetétlen község Bács-Kiskun vármegye Kalocsai járásában.

## Fekvése
Bács-Kiskun vármegye északnyugati részén, Solttól 8 km-re délkeletre található. A további közvetlen szomszédai: északkelet felől Fülöpszállás, kelet felől Soltszentimre, délkelet felől Akasztó, délnyugat felől pedig Harta.

### Megközelítése
Lakott területének északkeleti szélén halad el Soltot a szerb országhatárral összekötő 53-as főút, így ez a legfontosabb közúti megközelítési útvonala. Érinti a települést az 52-es és az 51-es főutakat (Solt-Járáspuszta és Harta között) összekötő 5305-ös út is, amely Kecskemétet Kalocsával deltairányban köti össze Solt forgalmas városközpontjának érintése nélkül, közben a községet is összeköti az említett két főúttal.
Vasúton a Kunszentmiklós-Tass–Dunapataj-vasútvonalon volt elérhető, 2007 óta azonban ezen a vasútvonalon nincs személyforgalom.

## Története
Dunatetétlen kis település és csak néhány évtizede önálló község, a régmúltból kevés emlék és kevés dokumentum maradt fenn. A legkorábbi, pontosan meghatározható leletek a római korból származnak. Kr.u. 50-ben jelentek meg a környéken az első római csapatok. A régészeti leletek alapján bizonyított, hogy Kr.u. 400 körül a hunok megtelepedtek a környéken.
A község első írásos említése 1382-ből való. 1400-tól Dunatetétlen a Tetétleni vagy Tetétlen család birtoka volt. 1446-ban Thetetleni László volt a Solti szék egyik szolgabírája. 1529-ben a török és rác csapatok pusztításainak következtében Tetétlen elnéptelenedett. 1590-ben házasságkötés révén a Tetétleni-puszta a Földváry család birtokába került. A feljegyzések alapján 1728-ban már újból voltak állandó lakosai a pusztának.
1866-ban a Földváry család megosztotta birtokait. A velük rokonsági viszonyban lévő családok voltak Tetétlen puszta későbbi birtokosai.
Az egykori Tetétleni családról elnevezett pusztán igazán jelentős változás a Teleki család letelepedésével és a kastély, valamint a hozzátartozó gazdaság kiépítésével köszöntött be a 19. és a 20. század fordulóján. Az ekkor épült épületek és a letelepedő cselédség alapozták meg a falu létét és mai arculatát, de csak a második világháború után, 1947 áprilisában vált a község önállóvá, és igazi faluvá a grófi majorból.
Gróf Teleki József virágzó birtokot alakított ki több majorsággal. A Nagymajor volt a grófi család lakóhelye, ide építtetett Teleki József 1914-ben egy parkkal körbevett 16 szobás kastélyt. A Sándor major, Károly major és az Alsó major volt a cselédség lakóhelye, itt voltak a gazdasági épületek. Az első világháború utáni években gróf Teleki Mihály (1896–1991), József unokaöccse vette át a Teleki-gazdaság irányítását. A földművelésügyi miniszteri tárcával is rendelkező fiatal gróf még több szakértelemmel tökéletesítette a gazdaságot. 1944-ben a közeledő szovjet csapatok elől a grófi család külföldre menekült.
Neves birtokosok voltak még a központtól távolabb eső pusztákon: Törley Antal és Bauer Rudolf (Sósér pusztán), akinek tulajdonában volt egy kastély is.
Jelentős számú lakosság volt az egykori tulajdonos Hetényi Ákosról elnevezett Hetény pusztán is, ahol külön iskolát is építettek.
1944/45-ben a szovjet katonai parancsnokság Dunatetétlen területén egy viszonylag nagyméretű hadifogolytábort rendezett be, több száz német és magyar hadifogollyal.
1947. április 1-jén az ittmaradt cselédségből és a pusztához tartozó területekből önálló község alakult (Addig Harta községnek a része volt.). Ez év őszén lezajlott a földosztás, azonban hamarosan megalakultak a szövetkezetek. A tanyákról való beköltözéssel és az életszínvonal emelkedésével kialakult a jellegzetes falusi utcaszerkezet, megszületett Dunatetétlen község.
Az 1960-as években kezdett fejlődni a település, kiépült a vízvezeték-, és a villamosenergia-hálózat, felépült az új iskola, óvoda. Ekkoriban töltötték fel a község belsején keresztülfolyó egykori Duna-mellékágat, a Fűzvölgyi-csatornát nagyobb mértékben vízzel, hogy jelentős nagyságú területek öntözését tegyék lehetővé.  Megindult a tanyákból a községbe való beköltözés folyamata. A különböző termelőszövetkezetek összeolvadásával a Harta központú Erdei Ferenc termelőszövetkezet játszotta a legjelentősebb szerepet.
A kedvezőtlen gazdasági körülmények hatására a lakosság az 1970-es években sem növekedett, a korábbi 900 fős lélekszám 680 és 660 közé esett. 1982-től a község elveszítette az önállóságát, Harta nagyközséggel alkotott közös tanácsot.
Az 1990-es rendszerváltozás idején a község visszanyerte önállóságát. Fokozatosan fejlődött, kiépült az infrastruktúra. Továbbra is legjelentősebb munkáltató az Erdei Ferenc szövetkezet, illetve utódszervei, de több magángazda is foglalkozik mezőgazdasággal. Jelentős a fűszerpaprika, a vöröshagyma, a gabona-félék termesztése és a szarvasmarha-tenyésztés is.

## Közélete

### Polgármesterei
- 1990–1994: Pálfi Mihályné (független)[3]
- 1994–1998: Pálfi Mihályné (független)[4]
- 1998–2002: Pálfi Mihályné (független)[5]
- 2002–2006: Pálfi Mihályné (független)[6]
- 2006–2010: Pálfi Mihályné (független)[7]
- 2010–2014: Pálfi Mihályné (független)[8]
- 2014–2019: Pálfi Mihályné (független)[9]
- 2019–2024: Pálfi Mihályné (független)[10]
- 2024– : Pálfi Mihályné (független)[1]

## Népesség
A település népességének változása:
| Lakosok száma | 529  | 533  | 499  | 478  | 523  | 510  | 512  |
|               | 2013 | 2014 | 2018 | 2021 | 2022 | 2023 | 2024 |

A 2011-es népszámlálás során a lakosok 87,2%-a magyarnak, 0,2% cigánynak, 0,9% németnek, 0,2% szlováknak, 0,2% ukránnak mondta magát (12,8% nem nyilatkozott; a kettős identitások miatt a végösszeg nagyobb lehet 100%-nál). A vallási megoszlás a következő volt: római katolikus 46,1%, református 7,3%, evangélikus 4,7%, felekezeten kívüli 11,8% (29,3% nem nyilatkozott).
2022-ben a lakosság 89,7%-a vallotta magát magyarnak, 0,6% románnak, 0,4% cigánynak, 0,6% egyéb, nem hazai nemzetiségűnek (10,1% nem nyilatkozott; a kettős identitások miatt a végösszeg nagyobb lehet 100%-nál). Vallásuk szerint 31,2% volt római katolikus, 8% református, 3,3% evangélikus, 0,4% görög katolikus, 0,2% izraelita, 1,9% egyéb katolikus, 12,8% felekezeten kívüli (42,3% nem válaszolt).

## Nevezetességei
A község egyik jelképe mára az egykori Teleki-kastély lett. A 19. századból maradt fenn egy műemlék jellegű kétlyukú híd, amely a falu melletti Fűzvölgyi-csatorna fölött áll. A község külterületi részén található a szépen felújított, ma magántulajdonban lévő és hotelként üzemelő Bauer-kastély. A külterület Böddi-szék nevű része természetvédelmi terület, ahol fontos madárpopulációk szoktak tartózkodni, jelentős a széki lile, a gulipán és a gólyatöcs állománya. A területen a Magyar Madártani Egyesület a közelmúltban egy madármegfigyelő tornyot állíttatott fel. A Fűzvölgyi-csatorna továbbra is jelentős horgászvíznek számít.